# Parigi-Nizza 1971
La Parigi-Nizza 1971, ventinovesima edizione della corsa, si svolse dal 10 al 17 marzo 1971 su un percorso di 1154,9 km ripartiti in sette tappe (la seconda e la settima suddivise in due semitappe) più un cronoprologo. Fu vinta, per la terza volta consecutiva, dal belga Eddy Merckx della Molteni che si impose in 30h21'38" davanti allo svedese Gösta Pettersson e allo spagnolo Luis Ocaña.

## Tappe
| Tappa  | Data     | Percorso                            | km     | Vincitore di tappa | Leader cl. generale |
| ------ | -------- | ----------------------------------- | ------ | ------------------ | ------------------- |
| Pr.    | 10 marzo | Dourdan > Dourdan                   | 1,7    | Eddy Merckx        | Eddy Merckx         |
| 1ª     | 11 marzo | Dourdan > Troyes                    | 200    | Eric Leman         | Eddy Merckx         |
| 2ª-1ª  | 12 marzo | Chablis > Autun                     | 128    | Eric Leman         | Eric Leman          |
| 2ª-2ª  | 12 marzo | Autun > Autun                       | 4,7    | Eddy Merckx        | Eddy Merckx         |
| 3ª     | 13 marzo | Autun > Saint-Étienne               | 196    | Franco Bitossi     | Eddy Merckx         |
| 4ª     | 14 marzo | Saint-Étienne > Bollène             | 181    | Eric Leman         | Eddy Merckx         |
| 5ª     | 15 marzo | Bollène > Saint-Rémy-de-Provence    | 139    | Gerard Vianen      | Eddy Merckx         |
| 6ª     | 16 marzo | Saint-Rémy-de-Provence > Draguignan | 187    | Ronald De Witte    | Eddy Merckx         |
| 7ª-1ª  | 17 marzo | Draguignan > Nizza                  | 108    | Raymond Riotte     | Eddy Merckx         |
| 7ª-2ª  | 17 marzo | Nizza > La Turbie                   | 9,5    | Eddy Merckx        | Eddy Merckx         |
| Totale | Totale   | Totale                              | 1154,9 |                    |                     |

## Dettagli delle tappe

### Prologo
- 10 marzo: Dourdan > Dourdan (cron. individuale) – 1 km

| Pos. | Corridore        | Squadra | Tempo |
| ---- | ---------------- | ------- | ----- |
| 1    | Eddy Merckx      | Molteni | 2'49" |
| 2    | Raymond Poulidor | Fagor   | a 2"  |
| 3    | Luis Ocaña       | Bic     | a 4"  |

| Pos. | Corridore   | Squadra | Tempo |
| ---- | ----------- | ------- | ----- |
| 1    | Eddy Merckx | Molteni |       |

### 1ª tappa
- 11 marzo: Dourdan > Troyes – 200 km

| Pos. | Corridore   | Squadra       | Tempo    |
| ---- | ----------- | ------------- | -------- |
| 1    | Eric Leman  | Flandria-Mars | 4h46'51" |
| 2    | Eddy Merckx | Molteni       | s.t.     |
| 3    | Jan Janssen | Bic           | s.t.     |

| Pos. | Corridore   | Squadra | Tempo |
| ---- | ----------- | ------- | ----- |
| 1    | Eddy Merckx | Molteni |       |

### 2ª tappa - 1ª semitappa
- 12 marzo: Chablis > Autun – 128 km

| Pos. | Corridore      | Squadra       | Tempo    |
| ---- | -------------- | ------------- | -------- |
| 1    | Eric Leman     | Flandria-Mars | 3h27'49" |
| 2    | Franco Bitossi | Filotex       | s.t.     |
| 3    | Roger Rosiers  | Bic           | s.t.     |

| Pos. | Corridore  | Squadra       | Tempo |
| ---- | ---------- | ------------- | ----- |
| 1    | Eric Leman | Flandria-Mars |       |

### 2ª tappa - 2ª semitappa
- 12 marzo: Autun > Autun (cron. individuale) – 4 km

| Pos. | Corridore        | Squadra | Tempo |
| ---- | ---------------- | ------- | ----- |
| 1    | Eddy Merckx      | Molteni | 6'30" |
| 2    | Luis Ocaña       | Bic     | a 11" |
| 3    | Ferdinand Bracke | Peugeot | a 12" |

| Pos. | Corridore   | Squadra | Tempo |
| ---- | ----------- | ------- | ----- |
| 1    | Eddy Merckx | Molteni |       |

### 3ª tappa
- 13 marzo: Autun > Saint-Étienne – 196 km

| Pos. | Corridore            | Squadra | Tempo    |
| ---- | -------------------- | ------- | -------- |
| 1    | Franco Bitossi       | Filotex | 5h50'50" |
| 2    | Barry Hoban          | Sonolor | s.t.     |
| 3    | Daniel Van Ryckeghem | Sonolor | s.t.     |

| Pos. | Corridore   | Squadra | Tempo |
| ---- | ----------- | ------- | ----- |
| 1    | Eddy Merckx | Molteni |       |

### 4ª tappa
- 14 marzo: Saint-Étienne > Bollène – 181 km

| Pos. | Corridore            | Squadra       | Tempo    |
| ---- | -------------------- | ------------- | -------- |
| 1    | Eric Leman           | Flandria-Mars | 4h57'59" |
| 2    | Harry Steevens       | Goudsmit-Hoff | s.t.     |
| 3    | Daniel Van Ryckeghem | Sonolor       | s.t.     |

| Pos. | Corridore   | Squadra | Tempo |
| ---- | ----------- | ------- | ----- |
| 1    | Eddy Merckx | Molteni |       |

### 5ª tappa
- 15 marzo: Bollène > Saint-Rémy-de-Provence – 139 km

| Pos. | Corridore            | Squadra       | Tempo    |
| ---- | -------------------- | ------------- | -------- |
| 1    | Gerard Vianen        | Fagor         | 3h21'41" |
| 2    | Leo Duyndam          | Goudsmit-Hoff | a 3"     |
| 3    | Daniel Van Ryckeghem | Sonolor       | a 4"     |

| Pos. | Corridore   | Squadra | Tempo |
| ---- | ----------- | ------- | ----- |
| 1    | Eddy Merckx | Molteni |       |

### 6ª tappa
- 16 marzo: Saint-Rémy-de-Provence > Draguignan – 187 km

| Pos. | Corridore       | Squadra    | Tempo    |
| ---- | --------------- | ---------- | -------- |
| 1    | Ronald De Witte | Peugeot    | 4h40'11" |
| 2    | Derek Harrison  | Ti-Carlton | s.t.     |
| 3    | Eddy Merckx     | Molteni    | a 2'05"  |

| Pos. | Corridore   | Squadra | Tempo |
| ---- | ----------- | ------- | ----- |
| 1    | Eddy Merckx | Molteni |       |

### 7ª tappa - 1ª semitappa
- 17 marzo: Draguignan > Nizza – 108 km

| Pos. | Corridore      | Squadra | Tempo    |
| ---- | -------------- | ------- | -------- |
| 1    | Raymond Riotte | Sonolor | 2h46'51" |
| 2    | Frans Mintjens | Molteni | s.t.     |
| 3    | Georges Chappe | Fagor   | s.t.     |

| Pos. | Corridore   | Squadra | Tempo |
| ---- | ----------- | ------- | ----- |
| 1    | Eddy Merckx | Molteni |       |

### 7ª tappa - 2ª semitappa
- 17 marzo: Nizza > La Turbie (cron. individuale) – 9 km

| Pos. | Corridore        | Squadra | Tempo  |
| ---- | ---------------- | ------- | ------ |
| 1    | Eddy Merckx      | Molteni | 20'43" |
| 2    | Raymond Poulidor | Fagor   | a 7"   |
| 3    | Leif Mortensen   | Bic     | a 28"  |

| Pos. | Corridore        | Squadra  | Tempo     |
| ---- | ---------------- | -------- | --------- |
| 1    | Eddy Merckx      | Molteni  | 30h21'38" |
| 2    | Gösta Pettersson | Ferretti | a 58"     |
| 3    | Luis Ocaña       | Bic      | a 1'09"   |

## Classifiche finali

### Classifica generale
| Pos. | Corridore            | Squadra                  | Tempo     |
| ---- | -------------------- | ------------------------ | --------- |
| 1    | Eddy Merckx          | Molteni                  | 30h21'38" |
| 2    | Gösta Pettersson     | Ferretti                 | a 58"     |
| 3    | Luis Ocaña           | Bic                      | a 1'09"   |
| 4    | Désiré Letort        | Bic                      | a 1'13"   |
| 5    | Erik Pettersson      | Ferretti                 | a 2'36"   |
| 6    | Lucien Aimar         | Sonolor-Lejeune          | a 2'41"   |
| 7    | Jos De Schoenmaecker | Molteni                  | a 4'12"   |
| 8    | Charly Rouxel        | Peugeot-BP-Michelin      | a 4'17"   |
| 9    | Frans Mintjens       | Molteni                  | a 5'59"   |
| 10   | Jacky Mourioux       | Fagor-Mercier-Hutchinson | a 6'28"   |